# Sac bleu Ikea
Le sac bleu Ikea ou sac Ikea ou sac Frakta est un grand cabas de couleur bleue conçu et commercialisé par l'entreprise suédoise Ikea depuis 1989. Réputé pour sa robustesse et sa praticité, le sac bleu Ikea est devenu un emblème de la marque et du design ainsi qu'une référence culturelle.
Il existe une version jaune du sac Ikea qui n'est pas commercialisé et sert uniquement aux usagers à l'intérieur des magasins de l'enseigne.

## Description
Le sac bleu Ikea est un cabas conçu à la fin des années 1980 et vendu par l'entreprise suédoise Ikea à partir de 1989,,. Le sac a été designé par Marianne et Knut Hagberg.
Le nom commercial du sac est « Frakta » et signifie « porter » ou « transporter » en suédois,. Il est vendu à un prix peu onéreux.
Le sac Ikea est fait d'une toile souple en polypropylène.
Conçu pour que les acheteurs puissent transporter les accessoires de l'enseigne lors de leurs courses, le cabas est caractérisé par un grand volume de rangement et sa robustesse. Sur le plan esthétique, le sac Ikea est bleu avec des petits logos jaunes sur les lanières et de forme trapézoïdale.
De par ses qualités fonctionnelles, le sac Frakta est utilisé par les usagers dans de nombreuses situations. Ainsi, de cabas prévu pour le transport d'objets lors d'achats, le sac est utilisé également pour les déménagements ou pour transporter des affaires à l'extérieur comme lors d'un pique-nique). Il est aussi fréquemment employé pour du stockage temporaire (p. ex. linge sale) ou permanent (p. ex. protéger des objets dans une cave). La résistance de la toile permet également son emploi comme d'une petite bâche.
Des utilisations plus étonnantes existent également comme pour transporter les chiens dans le métro de New York après que les autorités municipales aient décidé en 2017 l'interdiction des animaux non transportés dans un contenant,.
Le sac Ikea existe dans une version de couleur jaune. Contrairement au sac bleu, cette version n'est pas commercialisée et a pour unique fonction d'être utilisée à l'intérieur des magasins Ikea. La différence de couleur permet au personnel de l'entreprise de distinguer facilement la version commercialisée de celle destinée à l'interne.

## Histoire
L'idée de concevoir un grand cabas pour permettre aux clients d'emporter avec eux différents accessoires d'ameublement remonte aux années 1960. Les équipes remarquent en effet que plusieurs personnes reposent des articles au fur et à mesure de leur progression dans les magasins une fois qu'ils ont les mains pleines. Les années suivantes, Ikea mène le projet de développer un sac pour résoudre cette difficulté. Le volume et la forme optimaux du cabas sont calculés en fonction de ceux des articles vendus par l'enseigne. La résistance du sac est également évaluée et des contacts sont noués avec une entreprise taiwanaise pour utiliser une toile en polypropylène,,.
À la fin des années 1980, le cabas est prêt à être lancé par l'entreprise. Il est décidé que le sac pourra être vendu, les responsables marketing souhaitant pouvoir capitaliser sur l'image publicitaire du cabas. Contrairement à l'avis des concepteurs du projet qui souhaitaient voir le sac produit en deux versions de deux couleurs différentes (bleu ou jaune), l'entreprise opte pour la version jaune uniquement.
Ikea débute l'utilisation et la commercialisation du sac Frakta à partir de 1989. La couleur unique du cabas ne permettant pas aux employés de savoir rapidement si les sacs ont été payés ou non, il est décidé de produire une version bleue : la version jaune est destinée à l'utilisation à l'intérieur du magasin et la bleue à la commercialisation.
Pour les 30 ans du sac bleu, l'enseigne suédoise réalise en 2017 une campagne publicitaire centrée sur le Frakta. La publicité joue avec humour sur les emplois multiples du cabas dans la vie quotidienne,.
En 2017, Ikea propose une version alternative du Frakta. Conçu par les designers danois de Hay, la nouvelle version du cabas s'inscrit dans la tendance normcore en adoptant un nouveau code couleurs (blanc et vert) et supprimant le logo.

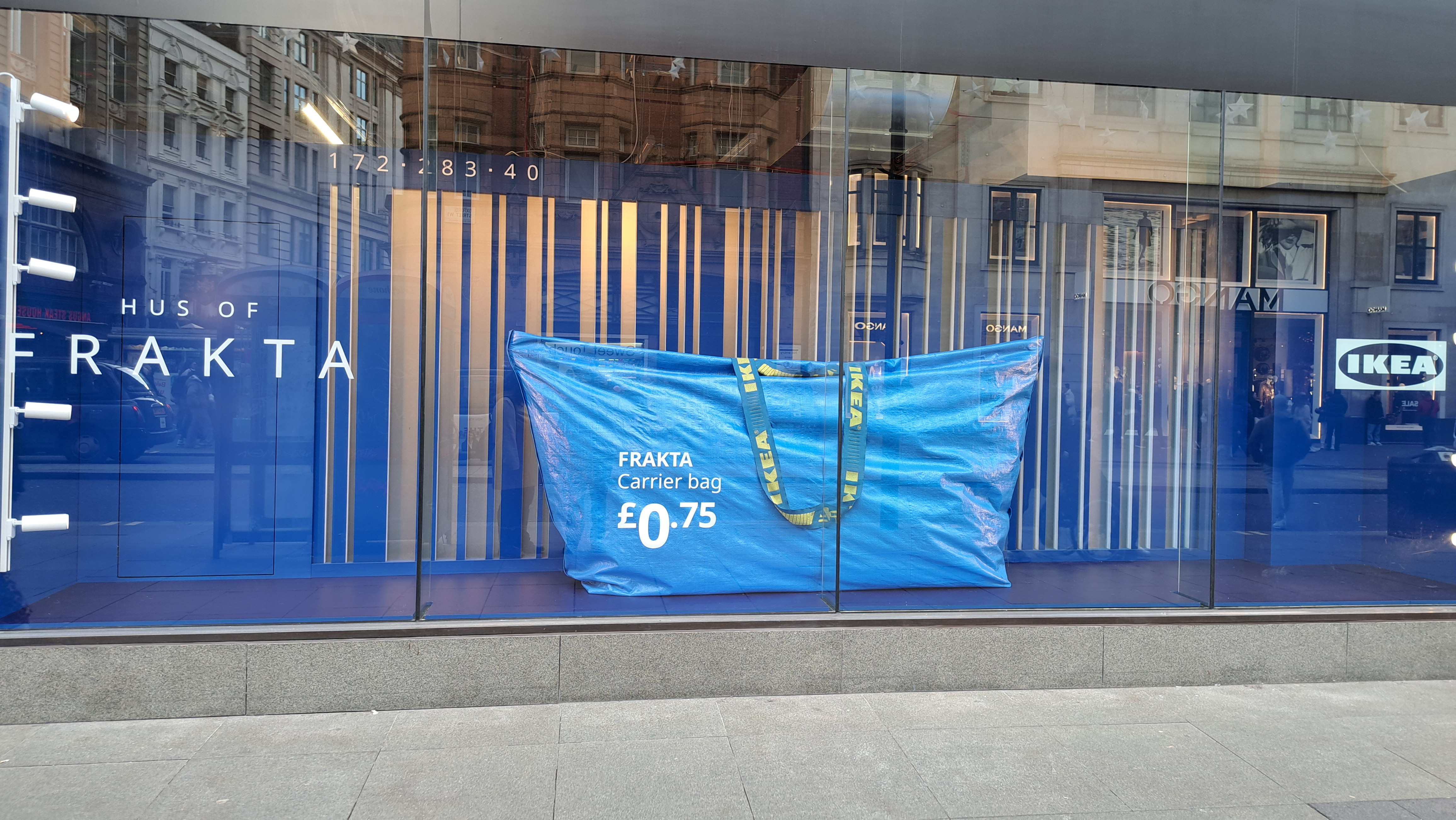
Devanture de la boutique "Hus of Frakta" dans Londres

En décembre 2024, IKEA a ouvert un pop-up store consacré au sac bleu et nommé « Hus of FRAKTA » sur Oxford Street à Londres. Cette boutique, ouverte dans l'attente de l'implantation d'un magasin plus classique en Mars 2025, propose des objets de la marque dans les teintes de bleu ainsi que le sac Frakta personnalisable.

## Référence culturelle
Grâce à son succès, le sac Frakta est devenu un symbole de Ikea est une référence culturelle facilement identifiable,. L'entreprise entretient également ce symbole en confiant à des designers des projets pour repenser le cabas bleu. Les designers Rolf et Mette Hay ou bien Virgil Abloh on ainsi proposé de nouvelles versions de l'objet.
Profitant de ce statut emblématique, certaines enseignes s'inspirent ou utilisent les codes esthétiques du sac bleu Ikea pour leur propre création et production. Ainsi, en 2017, la marque de luxe Balenciaga lance un sac dont le design rappelle le sac Frakta. Le sac Balenciaga est d'abord moqué sur les réseaux sociaux pour la différence de prix entre les deux objets,. De son côté, l'entreprise suédoise poursuit dans cette voie et lance une campagne de communication humoristique. Reprenant les codes des marques de luxe pour identifier les produits officiels et non-contrefaits, Ikea donne une liste d'éléments permettant d'authentifier un véritable Frakta d'une copie.
De nombreux utilisateurs ont détourné le sac et utilisent certaines parties ou éléments constitutifs pour des créations,. Par exemple, des vêtements, des chaussures ou des masques reprennent la matière et la couleur du sac. Cette tendance au détournement du Frakta est également devenue virale sur les réseaux sociaux, des personnes postant leurs idées ou proposant des tutoriels de réalisation.